# Johann Samuel Mock

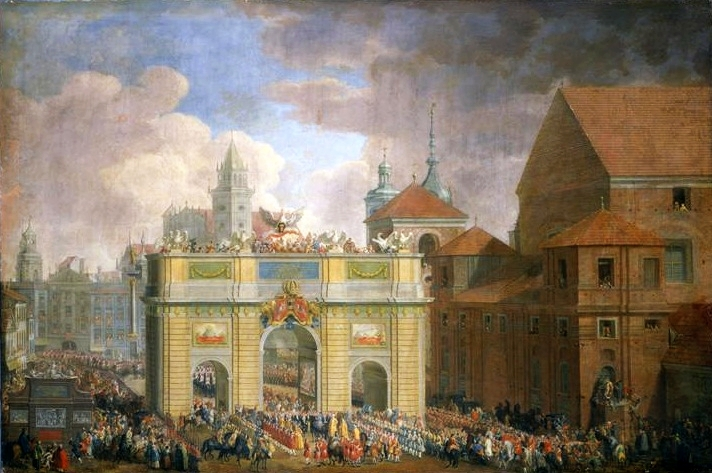
Wjazd Augusta III do Warszawy w 1734 przez łuk tryumfalny

Johann Samuel Mock (ur. ok. 1687, zm. 4 czerwca 1737 w Warszawie) – malarz pochodzący z Saksonii, od ok. 1723 w Polsce, nadworny malarz króla Augusta III, mieszczanin Starej Warszawy.
Początkowo pracował na dworze królewsko-elektorskim w Dreźnie, gdzie projektował wzory gobelinów dla manufaktury królewskiej, wykonywał też gwasze dokumentujące życie dworskie. Około 1723 przeniósł się do Warszawy, gdzie w 1731 otrzymał stanowisko nadwornego malarza. Został mieszkańcem Starej Warszawy i przeszedł na katolicyzm.
Na dworze królewskim malował obrazy olejne przedstawiające portrety (August II, Urszula Lubomirska i inni), widoki (np. Marymont), sceny rodzajowe (Gra w kości, Zaloty Murzyna i inne), dekoracje teatralne ale także wydarzenia (Ślub Fryderyka Augusta w sierpniu 1719, Przybycie Augusta III do Warszawy i inne). Wykonał szkice sal senatorskich Zamku Królewskiego w Warszawie i Grodnie, projektował też łuki triumfalne z okazji różnych uroczystości i iluminacje uroczystości. Brał udział w konkursie na obraz do ołtarza głównego w kościele Św. Krzyża w Warszawie, nie wiadomo jednak czy obraz zniszczony tam w 1939 był jego autorstwa.
Zmarł w Warszawie, z małżeństwa z Barbarą z domu Sacres pozostawił trzy córki. Uczniami Mocka byli m.in. Jan Benedykt Hoffman i Łukasz Smuglewicz.